# 禮炮1號
禮炮1號（俄語：Салют-1），編號DOS-1，是前蘇聯首個太空站，也是歷史上第一個太空站，於1971年4月19日發射升空，為禮炮計劃的一部份。
蘇聯曾想藉由聯盟10號運送太空人進入禮炮1號，不過由於泊接機件問題，聯盟10號並沒有成功，只好提早返回地球。隨後，蘇聯派出第二艘太空船聯盟11號與太空站對接，太空人在太空站內逗留了23天。可惜，在聯盟11號返回地球的時候，返回艙的均壓均衡閥過早開啟，3位太空人因此而身亡。後來禮炮1號于1971年10月11日再入大氣層时燒毀。

## 結構
在發佈的時候，禮炮號的用途是測試太空站的系統組件，做一些關於科學的實驗的研究。禮炮號的長度是20米，直經最大是4米，內部空間是99 m³，在軌道時的淨重量是18,425公斤。禮炮號內有數個分隔區，其中三個加了壓，有兩個是用來泊接。

### 傳送艙
第一個艙是傳送艙，它直接與太空站連接，泊接口是呈圓錐形，前面寬兩米，後面寬三米。

### 主艙
第二個艙是主艙，直經大約是四米。從電視傳播中可看到，空間可以容納8張大的椅子，有7個工作台，數個控制板，和20個舷窗（有一些並沒有被儀器阻擋）。

### 輔助艙
第三個間隔是輔助艙，它包含了控制和通訊裝置，電力供應，維生系統，與其他輔助裝置。第四個，亦是最後一個艙的直經是大約2米，裝備了引擎和其他關聯的控制控制裝置，此艙並沒有加壓。禮炮號有一個緩衝電池組，額外的氧氣和水供應，並有一個再生系統。另外，太空站其餘的裝置包括兩塊太陽能板放置在太空站的兩端，就像一對翼般。亦有一個放射式散熱器，一些定位和控制裝置。
禮炮1號是從“金刚石”系列军用空间站其中的一個機身修改而來。而沒有加壓的服務模組是從联盟號的服務模組修改而來。

### 獵戶座1號太空天文台
關於天體物理學的獵戶座1號太空天文台亦安裝在禮炮1號上，它是由多布羅沃爾斯基設計，屬於位於亞美尼亞的布拉堪天文台。利用此裝置的鏡面望遠鏡和梅森系統，就可以得到星體的紫外光譜圖。而光譜照片方面，就利用了對遠紫外線敏感的菲林而獲得。攝譜儀的色散度是32Å/mm (3.2 nm/mm)，而光譜照片的解析度是5 Å於2600 Å (0.5 nm於260 nm)。織女一和馬腹一的無縫光譜圖亦有獲取，介乎2000和3800 Å (200 和380 nm)。望遠鏡由太空人帕察耶夫操作，他成為第一人在地球大氣層外操作望遠鏡。

## 規格
- 長度 - 15.8 米
- 最大直經 - 4.15 米
- 適於居住的的容量 - 90 m³
- 發射的質量 - 18,900 公斤
- 發射火箭 - 质子-K运载火箭
- 太陽能板的橫越長度 - 大約10 米
- 太陽能板的面積 - 28 m²
- 太陽能板的數量 - 4
- 補給船 - 禮炮1號型聯盟號
- 泊接位置數量 - 1
- 載人任務數量 - 2
- 總共的長時間載人任務數量 - 1

## 曾到訪的太空船和太空人

### 聯盟10號
在經過24小時的找尋後，聯盟10號漸漸接近禮炮1號，並在4月23日與之對接。儘管對接了5.5小時，太空人依然不能進入太空站。
| 任務     | 太空人 | 發射日期      | 起程     | 著陸日期      | 回程     | 任務長度 (日數) | 備註     |
| -------- | --- | ------------- | -------- | ------------- | -------- | --------------- | -------- |
| 聯盟10號 | 弗拉基米爾·沙塔洛夫(Vladimir Shatalov) 阿列克謝·葉利謝耶夫(Aleksei Yeliseyev) 尼古拉·魯卡維什尼科夫(Nikolai Rukavishnikov) | 1971年4月23日 | 聯盟10號 | 1971年4月25日 | 聯盟10號 | 0               | 對接失敗 |

### 聯盟11號
聯盟11號飛船於1971年6月7日與禮炮1號成功對接。6月7日，3名宇航員成功進入太空站。6月29日，飛船按程序啟動制動火箭，返回艙和軌道艙分離，準備進入大氣層。但連接兩艙的分離插頭分離後，返回艙的壓力閥門被震開，密封性能被破壞，返回艙內的空氣從該處洩漏，艙內迅速減壓，致使航天員因急性缺氧、體液沸騰而死亡。 
| 任務     | 太空人                                                | 發射日期                  | 起程     | 著陸日期                   | 回程     | 任務長度 (日數) | 備註               |
| -------- | ----------------------------------------------------- | ------------------------- | -------- | -------------------------- | -------- | --------------- | ------------------ |
| 聯盟11號 | Georgi Dobrovolski, Viktor Patsayev, Vladislav Volkov | 1971年6月6日 04:55:09 UTC | 聯盟11號 | 1971年6月29日 23:16:52 UTC | 聯盟11號 | 23.77           | 太空人於回程時死亡 |